# Boulava (sceptre)
Pour les articles homonymes, voir Boulava.

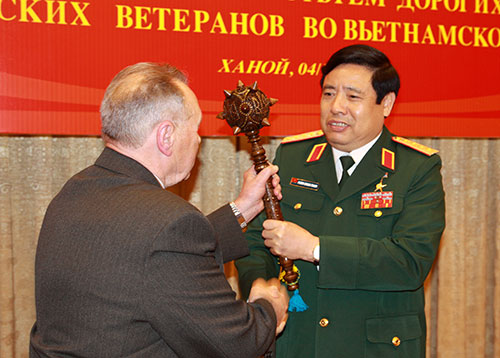
Remise d'une boulava au général par l' le 4 décembre 2012 à Saïgon pour célébrer le quarantième anniversaire de la bataille de Diên Biên Phu.

La boulava, buława en polonais, булава en russe et ukrainien, est une masse cérémonielle, équivalent d'un bâton de maréchal, qui était attribuée aux hetmans, plus hauts dignitaires de l'armée du royaume de Pologne puis de la république des Deux Nations.
En usage depuis le XVe siècle, l'insigne est également conféré à la fin du XVIe siècle par le roi de Pologne et Lituanie Étienne Báthory au chancelier de l'ataman des cosaques zaporogues en même temps qu'un étendard et des sceaux. Quand Bogdan Khmelnytsky commue sa fonction d'auditeur de l'ataman pour le titre polonais d'hetman, la boulava s'intègre alors avec le bountchouk (en) à un ensemble de symboles de l'hetmanat appelés kleïnodi (ru) (pluriel russe de l'allemand Kleinod, bijou). L'ataman des cosaques du Don portait également une boulava, redoublée au XVIIIe siècle par les tsars d'une pernatche (ru), plus grande et plus précieuse, et, de même que l'ataman des Grebentzkoï, une nasséka (ru) (насе́ка), bâton de commandement à pommeau d'argent.
Au XVIIIe siècle, le partage de la Pologne fait disparaitre la fonction et son insigne. Celui-ci est repris au XXe siècle, en particulier par la Deuxième République de Pologne comme attribut de maréchal et par les présidents d'Ukraine comme symbole de souveraineté.
Dans la langue ukrainienne contemporaine, le terme désigne tant l'arme que l'insigne.

## Usage en Pologne
Les grands hetmans et hetmans généraux de Pologne ou de Lituanie étaient habilités à charger leurs armes de massues.

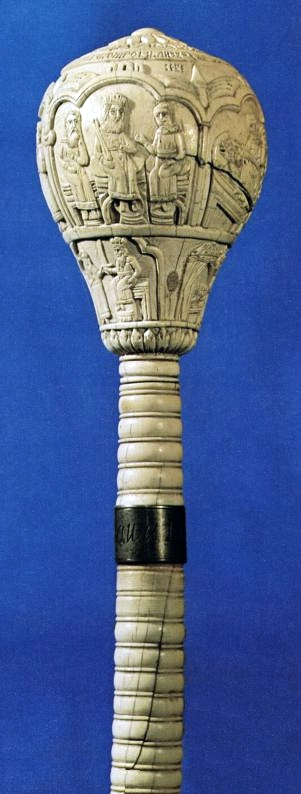
Boulava en ivoire remise en 1612 à Lukyan Lukic Talyzin par Ladislas Sigismond Vasa.
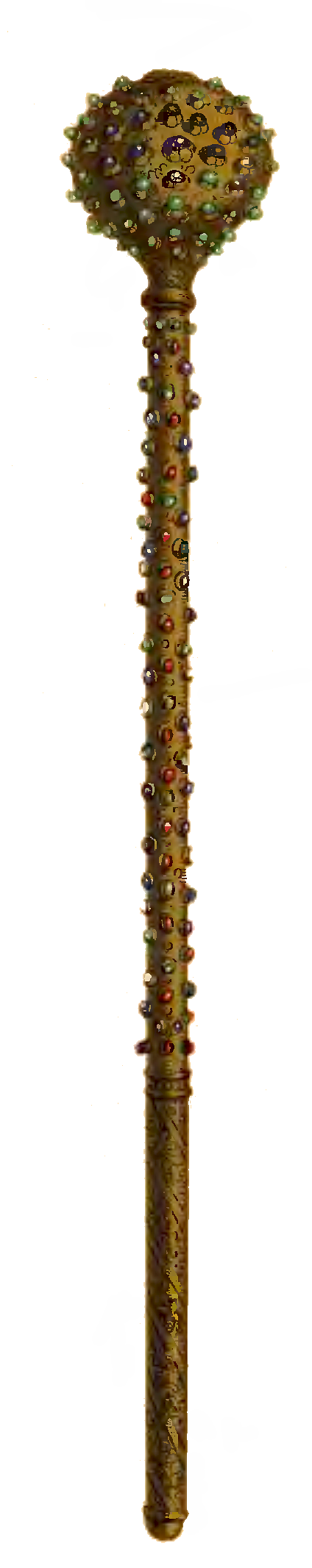
Boulava de l'hetman Marcin Kalinowski.
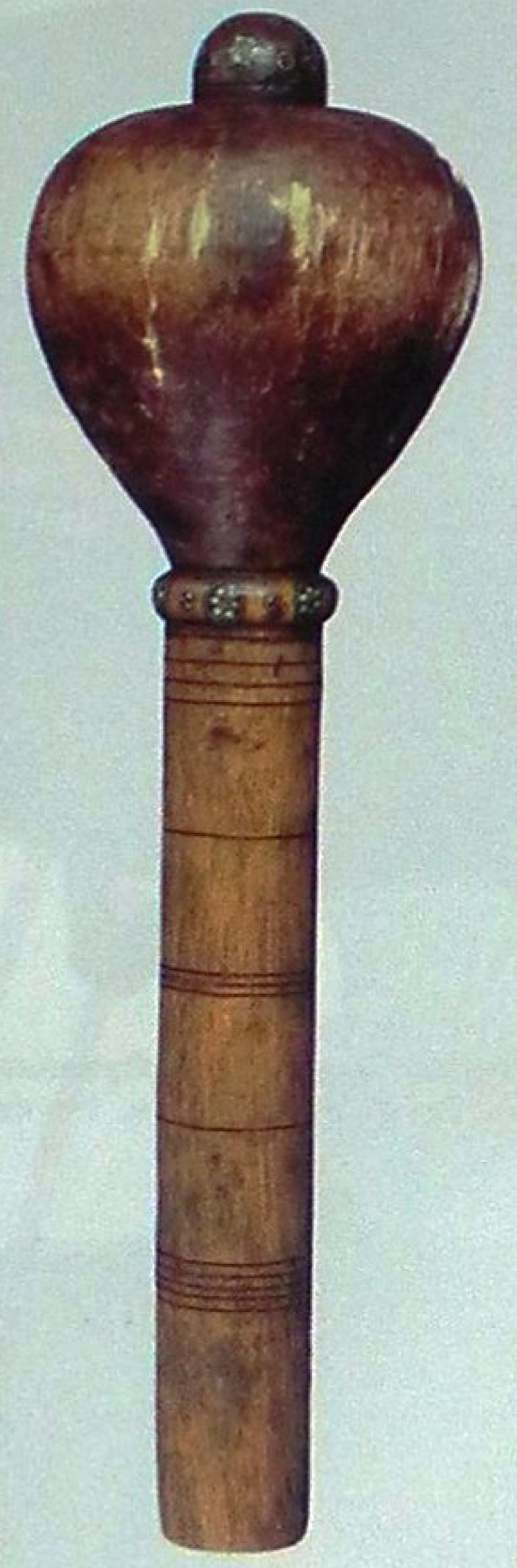
Boulava de l'hetman Bohdan Khmelnytsky.
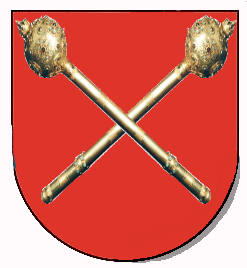
Armoiries de l'hetman de Pologne.

Portraits de quelques hetmans portant la boulava.
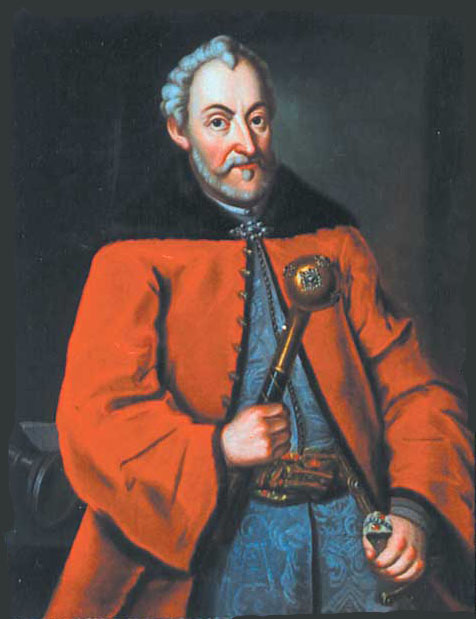
Hetman Jan Zamoyski vers 1600, portant une delia (pl) cramoisie sur un jupan (pl) de soie bleue.
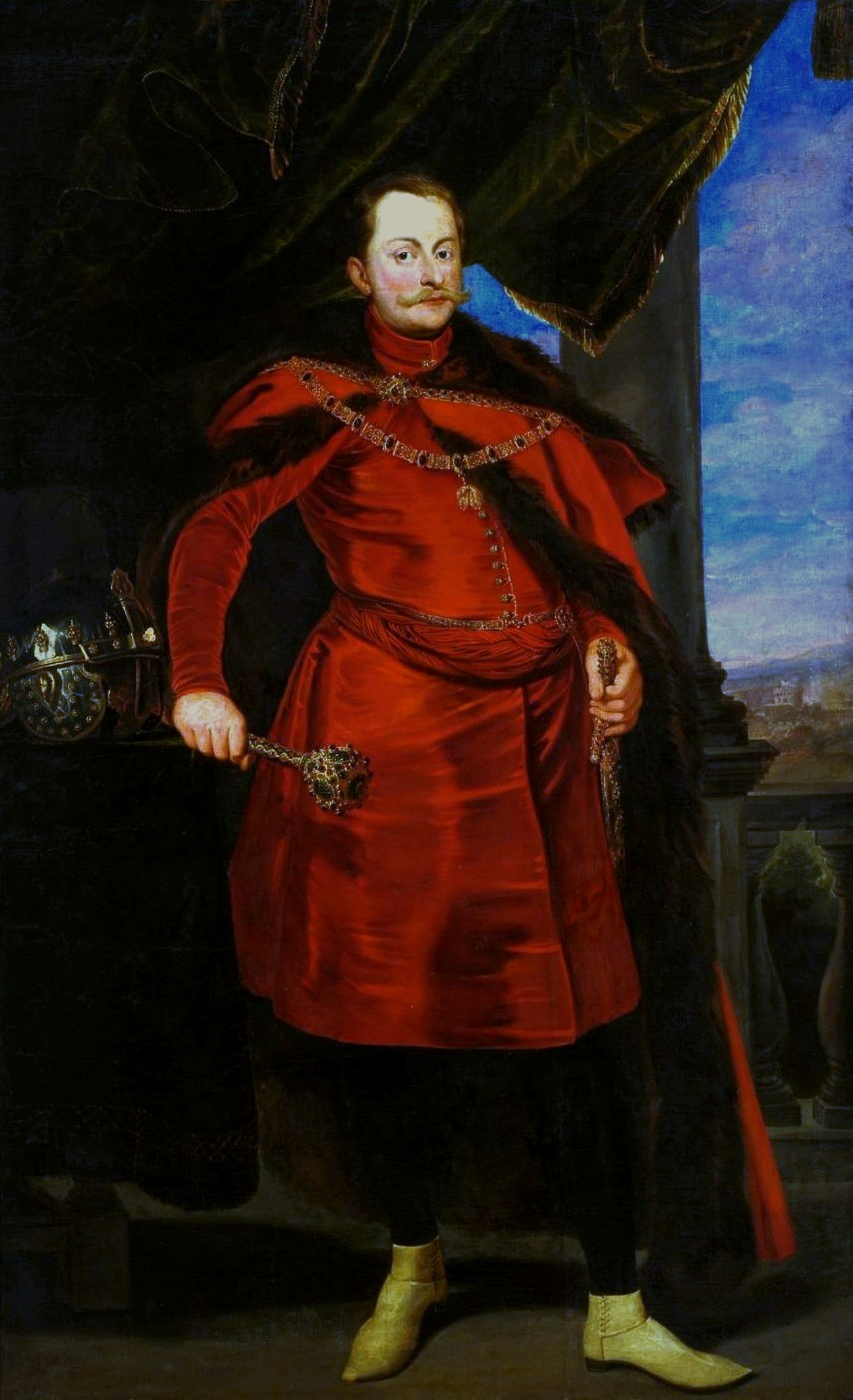
Ladislas Sigismond Vasa vers 1626.
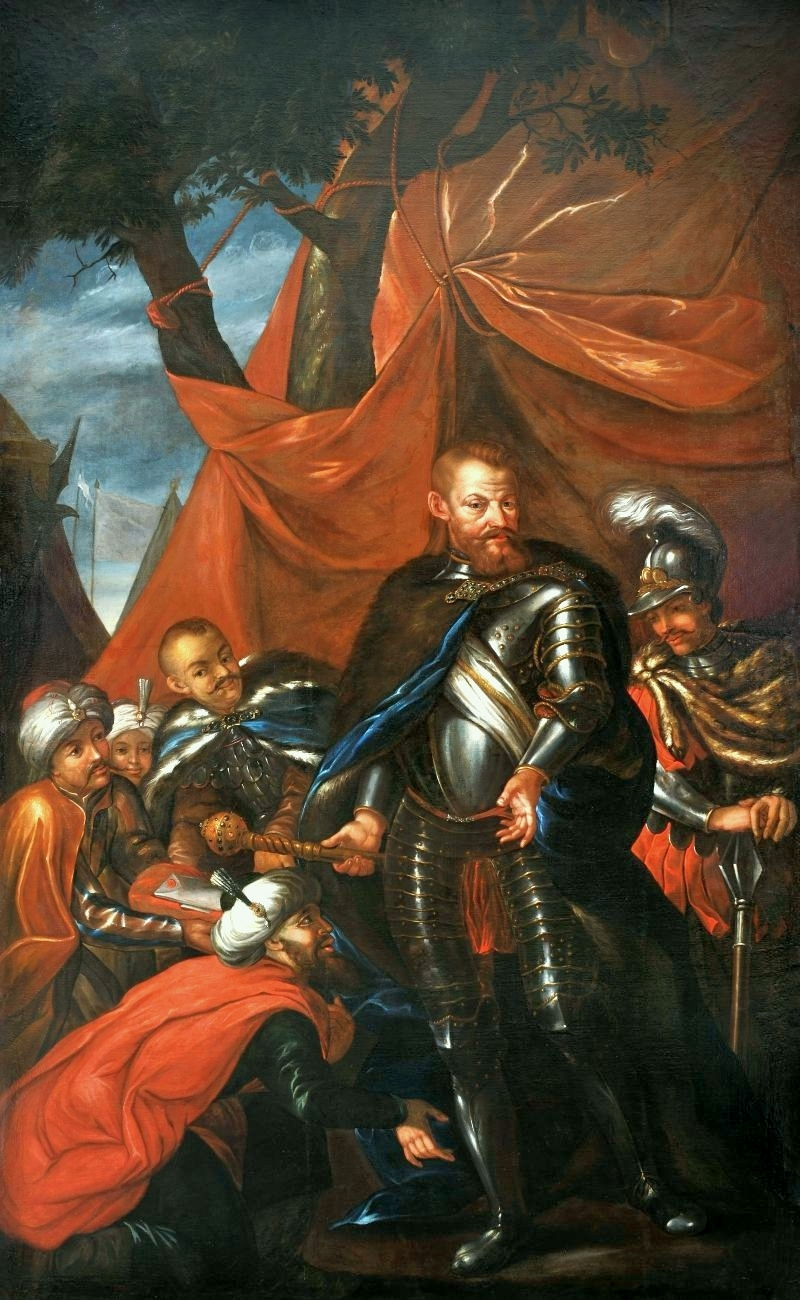
Stanisław Lubomirski représenté en 1648 durant sa campagne de 1621.
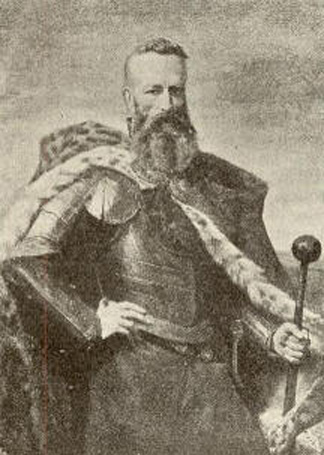
Stefan Czarniecki, castellan de Kiev, promu Grand hetman en 1655.
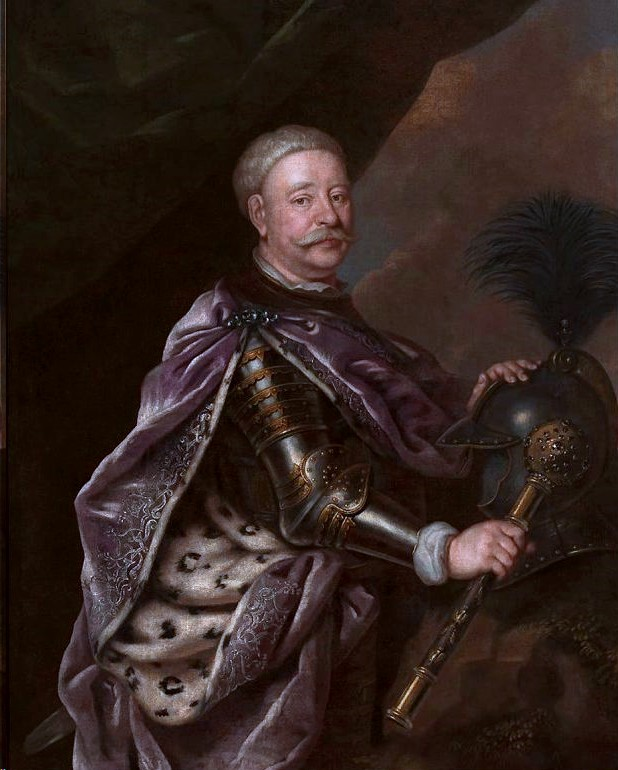
Grzegorz Antoni Ogiński peint en 1702.
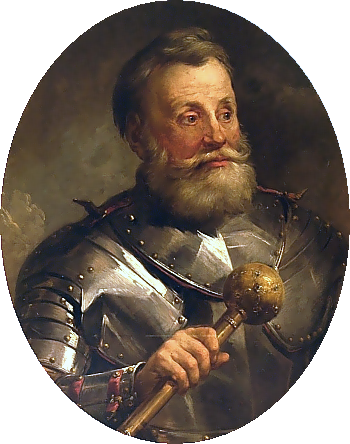
Hetman Jan Karol Chodkiewicz peint en 1781 par Bacciarelli.

La buława a été attribuée aux quatre maréchaux de la Deuxième République de Pologne, dont Ferdinand Foch.

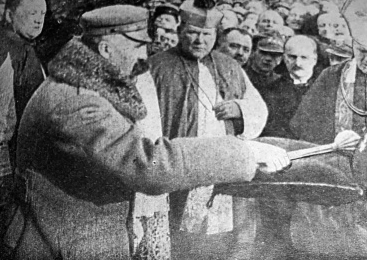
Józef Piłsudski recevant la boulava en 1920.
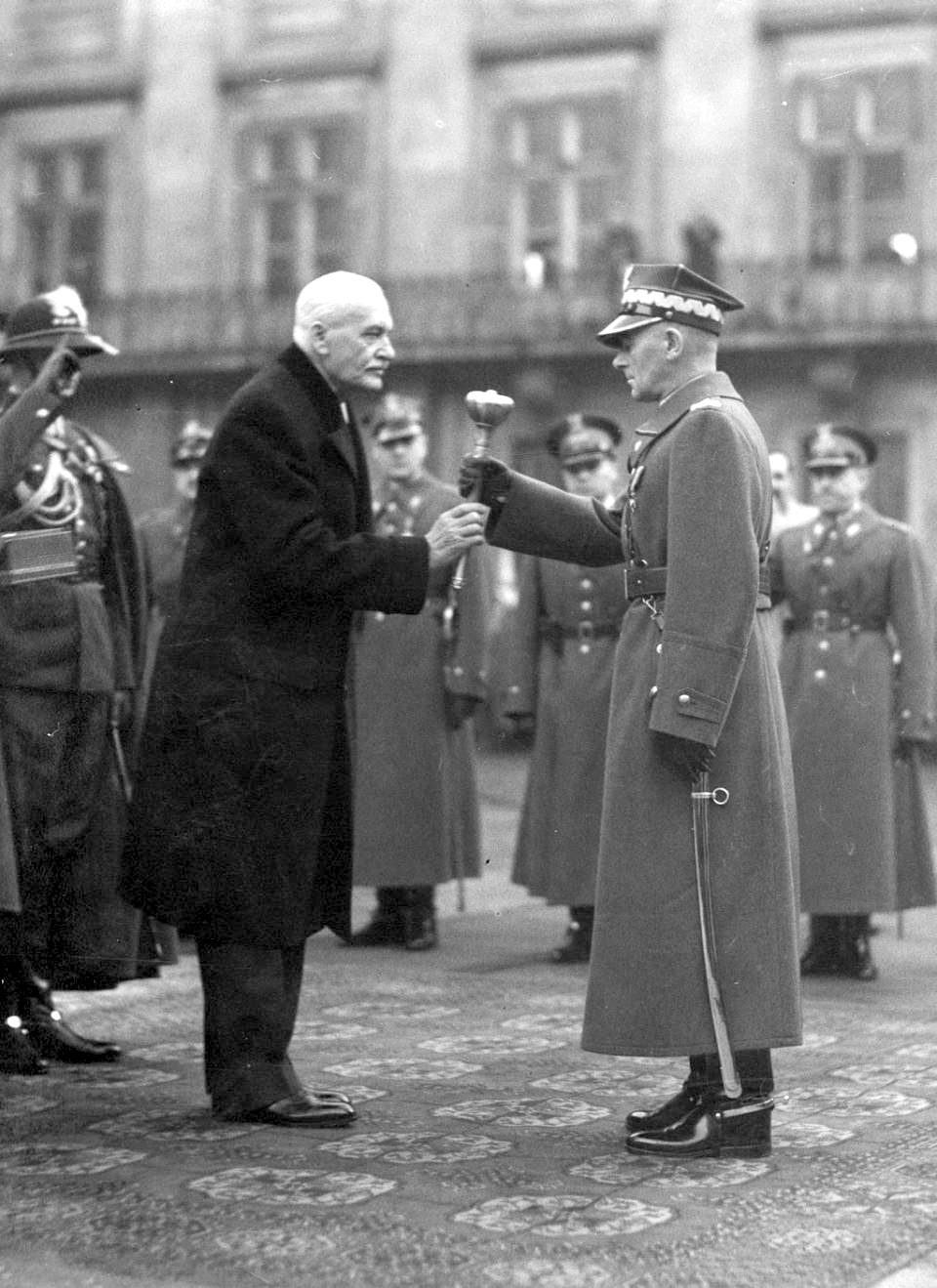
Edward Rydz-Śmigły, à droite, recevant la buława du président Ignacy Mościcki le 10 novembre 1936 à Varsovie.
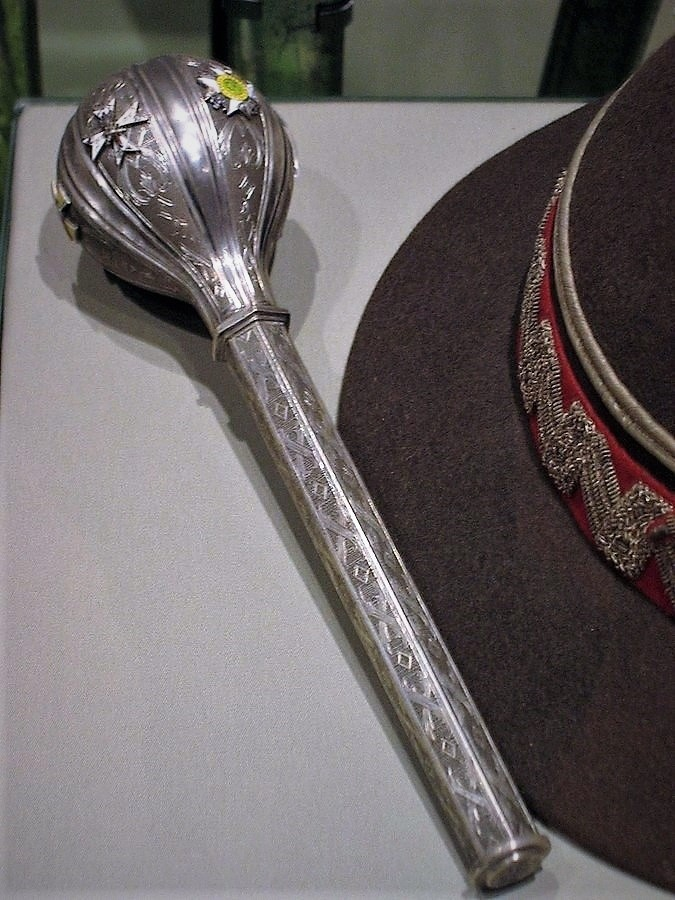
Boulava d’Edward Rydz-Śmigły.

## Usage en Ukraine indépendante
Durant la République populaire d'Ukraine, le général en chef (uk) de l'armée portait le titre de Général Boulava. De nos jours, le président d'Ukraine reçoit une boulava lors de son investiture devant la Rada.
L'insigne présidentiel est une massue plaquée or. Elle est composée d'un manche portant à son extrémité un globe creux, lui-même orné de médaillons d'or, le tout surmonté d'une couronne décorée d'émaux et de gemmes. L'ensemble porte soixante quatre émeraudes et grenats montés sur or et pèse sept cent cinquante grammes. Une des émeraudes, qui provient des mines de Iakoutie, est un bouton dont la pression libère de l'intérieur du manche une lame de Damas à trois tranchant sur laquelle est gravée la devise « Omnia revertitur » (« Tout revient »).
La masse est conservée dans un coffre en acajou sculpté à la Bibliothèque nationale Vernadsky.